# Líšnice (przystanek kolejowy)
Líšnice – przystanek kolejowy w miejscowości Líšnice, w kraju południowoczeskim, w Czechach. Położony jest na linii Tábor - Ražice. Znajduje się na wysokości 485 m n.p.m.
Na przystanku nie ma możliwości zakupu biletów, a obsługa podróżnych odbywa się w pociągu.

## Linie kolejowe
- 201 Tábor - Ražice